# Lagerstroemia paniculata
Lagerstroemia paniculata là một loài thực vật có hoa trong họ Lythraceae. Loài này được (Turcz.) S. Vidal mô tả khoa học đầu tiên năm 1885.